# دانشگاه صنعتی ارومیه
دانشگاه صنعتی ارومیه، یک دانشگاه دولتی در شهر ارومیه است که در سال ۱۳۸۴ تأسیس شد. رئيس فعلی «یعقوب پور اسد» است که در سال۱۴۰۳ توسط وزیر علوم، تحقیقات و فناوری به عنوان رئیس «دانشگاه صنعتی ارومیه» منصوب شده‌ است. رؤسای قبلی این دانشگاه، «محمدرضا شیدایی» و «جعفر عبدالهی شریف» و «دکتر میرزایی»بوده‌اند.این دانشگاه در کیلومتر ۱۵ جاده بند واقع شده است و به عنوان یکی از برترین دانشگاه های صنعتی کشور به شمار می‌رود.

## رتبه‌بندی
نام دانشگاه صنعتی ارومیه در سال ۲۰۲۰، برای اولین بار در نظام رتبه‌بندی وبومتریکس قرار گرفته و در سال ۲۰۲۱؛ در رنکینگ بین المللی وبومتریکس موفق به کسب رتبه دوازدهم در بین دانشگاه‌های صنعتی کشور می‌شود و از بین ۳۱۰۰۰ دانشگاه در سرتاسر جهان در جایگاه ۳۳۴۸ قرار می‌گیرد. همچنین این دانشگاه صنعتی دولتی ایران، در سال ۱۴۰۲ برای اولین بار وارد رتبه بندی Times گردیده‌است. در رتبه بندی اعلام شده، رتبه دانشگاه ۱۲۰۰-۱۰۰۱ بوده و از میان ۷۳ دانشگاه از دانشگاه‌های کشور توانسته رتبه ۳۷ را کسب نماید.

### دستاوردهای علمی
سال ۱۴۰۱: چهار نفر از اعضای هیئت علمی دانشگاه صنعتی ارومیه در لیست دو درصد دانشمندان برتر جهان قرار گرفتند. این افراد «محمد پورمحمود آقابابا» (استاد تمام گروه مهندسی برق)، «عزالدین بخت آور» (استاد تمام گروه مهندسی معدن)، «هاشم عمرانی» (دانشیار گروه مهندسی صنایع) و «سروش حاصلی» (استادیار گروه فیزیک) هستند که در لیست دو درصد دانشمندان برتر جهان قرار دارند. سال ۱۴۰۲: به گفته «بابک سهرابیان» (استادیار گروه مهندسی معدن) این دانشگاه در همکاری با «عبدالله ارخان ترجان» (استاد تمام گروه مهندسی معدن) دانشگاه حاجت تپه آنکارا، برای اولین بار، موفق به توسعه روش جدید شبیه‌سازی چند نقطه‌ای مبتنی بر داده با استفاده از کاپیولا شدند‌.

## پیشرفت صنعت و تکنولوژی در ارومیه
با رشد تولید علم و فناوری، ارومیه در حال تبدیل شدن به یکی از قطب های فناوری و استارتاپی در ایران است و دانشگاه صنعتی ارومیه نیز نقش بسزایی در شکل گیری این موضوع داشته است. با حذف موانع توسعه از جمله پروژه فیبر نوری ارومیه و تاسیس دیتاسنترها که این دانشگاه پیشگام این طرح می‌باشد ارومیه جایگاه خود را در استارتاپ‌های صنعتی و فناوری از جمله استارتاپ‌های شاخص ایران و سایت‌ها و خدماتی نظیر طراحی سایت روز به روز بهبود می‌بخشد.

## حوزه معاونت دانشجویی و فرهنگی
معاون دانشجویی و فرهنگی: صابر عزیزی (دانشیار گروه مهندسی مکانیک)
مدیر امور دانشجویی: سجاداله رضازاده بقالی (استادیار گروه مهندسی مکانیک)
مدیر امور فرهنگی: مرتضی علی اصغری (استادیار گروه مهندسی برق)
در دانشگاه صنعتی ارومیه تشکل‌های اسلامی دانشجویی مهم‌ترین رکن فعالیت‌های علمی و فرهنگی هستند. هیئت منتظران مهدی دانشگاه صنعتی ارومیه به عنوان اولین و بزرگ‌ترین تشکل دانشگاه (تاسیس:۱۳۸۶) شناخته می‌شود که دارای جایگاه، در شورای فرهنگی دانشگاه نیز است.